# Пабло Лиле
Пабло Лиле (на испански: Pablo Lyle) е мексикански актьор.

## Биография

### Кариера
След като завърършва католическо училище в родния си град, Пабло Лиле започва работа в областта на моделирането. През 2005 г. се ориентира към актьорската професия. Първата си главна роля получава през 2014 г. в мексиканската теленовела Сянката на миналото, продуцирана от МаПат Лопес де Сатарайн, където си партнира с Мишел Рено.

### Правен проблем
През април 2019 г. Лиле признава, че е нападнал физически Хуан Рикардо Ернандес, 63-годишен кубинец, по време на инцидент на магистрала в Маями, Съединените щати. Жертвата получава удар от Лиле по лицето, заради който губи равновесие и пада, удряйки главата си в тротоара, което причинява нараняване на главата, за което е хоспитализиран и умира четири дни след инцидента. Лиле е обвинен в непредумишлено убийство след смъртта на Ернандес. Първоначално е обвинен в нападение, преди Ернандес да умре. Има видеозапис от инцидента на магистралата, където Лиле се вижда да бяга, за да удари Ернандес. След 3 години излежаване на присъда под домашен арест, актьорът е признат за виновен. Той остава в затвора в центъра за задържане на окръг Маями-Дейд, където живее, докато се решава от колко години затвор ще е присъдата му. На 3 февруари 2023 г. той е окончателно осъден на 5 години затвор с 8 години изпитателен срок, в допълнение със 100 часа общественополезен труд и курс по управление на гнева.

## Филмография

### Теленовели
- Мое мило проклятие (2017) – Родриго Виявисенсио Солана / Андрес Виявисенсио Урутия
- Лъжовно сърце (2016) – Алонсо Ферер Кастеянос
- Сянката на миналото (2014/15) – Кристобал Мендоса Риверо
- Завинаги любов моя (2013/14) – Естебан Нарваес Гутиерес
- Cachito de cielo (2012) – Матиас Саласар Силва
- Семейство с късмет (2011/12) – Хосе Лопес Торес
- Verano de amor (2009) – Балдомеро Перес Олмос
- Пощенски код (2006/07) – Емануел Перес Лопес

### Сериали
- Имало едно време (2017) – Естебан
- Розата на Гуадалупе (2015) – Кано
- Como dice el dicho (2013) – Сандро
- Mujeres asesinas (2010) – Марсело

### Театър
- Mi amiga la gorda (2016)
- Divorciémonos mi amor (2015) – Диего
- Cuatro XXXX (2013)

## Награди и номинации
Награди TVyNovelas
| Година | Категория                      | Теленовела          | Резултат  |
| ------ | ------------------------------ | ------------------- | --------- |
| 2017   | Най-добър актьор в главна роля | Лъжовно сърце       | Номиниран |
| 2016   | Най-добър актьор в главна роля | Сянката на миналото | Печели    |
| 2015   | Най-добър млад актьор          | Завинаги любов моя  | Номиниран |
| 2013   | Най-добър млад актьор          | Cachito de cielo    | Номиниран |
| 2012   | Най-добро мъжко откритие       | Семейство с късмет  | Печели    |

Награди Kids Choice (Мексико)
| Година | Категория    | Теленовела         | Резултат  |
| ------ | ------------ | ------------------ | --------- |
| 2017   | Любим актьор | Мое мило проклятие | Номиниран |